# Dois Lados
"Dois lados" é uma canção pop rock do cantor brasileiro Roberto Frejat, escrita por Frejat, Maurício Barros e Mauro Santa Cecília. A canção possui elementos do pop rock e da ]MPB.
A canção foi lançada em 2008, e esteve como tema de um dos núcleos da telenovela brasileira Beleza Pura, criada por Andréa Maltarolli. Faz parte do álbum Intimidade Entre Estranhos lançado por Frejat em 2008

## Faixas
Download digital
1. "Dois Lados" - 3:04